# Fontana di Ercole (Asola)
La fontana di Ercole è una fontana ornamentale del XVI secolo, situata ad Asola in piazza XX Settembre.

## Storia
Costruita in marmo di Botticino, sorge in corrispondenza di un antico pozzo per l’approvvigionamento pubblico dell’acqua. L'intera opera venne commissionata tra il 1593 e il 1595 dal Consiglio con l'intento di abbellire il centro cittadino. È sempre stata un vero orgoglio cittadino fin dalla sua realizzazione.
Le ricerche attribuiscono il disegno dell'opera al pittore e architetto Pietro Maria Bagnadore, attivo alla corte di Alfonso Gonzaga a Novellara.

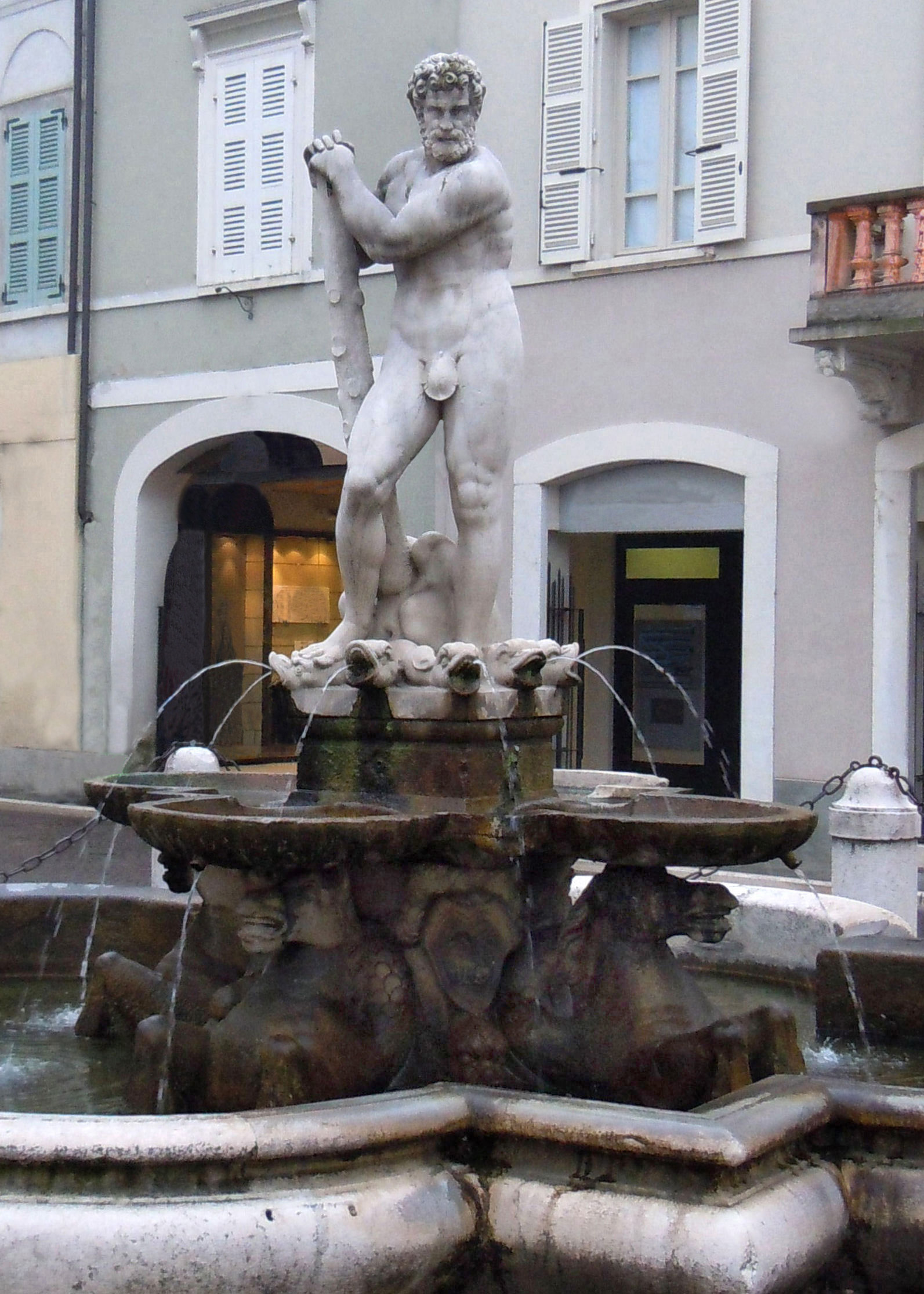
Fontana di Ercole prima del restauro

La fontana fu realizzata da diversi scultori mentre la statua raffigurante Ercole che schiaccia l'Idra è opera dello scultore Antonio Carra (detto il Brambilla). Lo stesso artista lo ritroviamo anche nella realizzazione della fontana della Torre della Pallata a Brescia.
Nell'autunno del 1946 alcuni giovani nel tentativo di girare la statua portarono alla sua quasi totale distruzione.
La copia attuale della statua venne eseguita pochi anni dopo da Mario Salazzari (1904-1993), ricordato come uno dei maggiori esponenti della vita artistica di Verona nel Novecento. Nel suo studio i frammenti originali dell'opera rimasero per quasi vent'anni fino al restauro del 1985 curato dal marmista asolano Franco Terreni. La copia originale restaurata fu deposta prima accanto allo scalone d’ingresso del municipio e poi trasportata nell'androne del Museo Civico Goffredo Bellini, dove si trova attualmente.
Nel 2016 la fontana è stata oggetto di importanti lavori di pulitura e di restauro, grazie anche alle numerose donazioni da parte dei cittadini.

## Controversie
Lo storico e letterato Carlo Gozzi (Castel Goffredo 1780 - Castel Goffredo 1846), nella Raccolta di documenti per la storia patria od Effemeridi storiche patrie. Tomo II, affermò che il complesso marmoreo, composto da vasca e statua, era da secoli collocato nella piazza Mazzini a Castel Goffredo e fu donato, con atto notarile, agli Asolani dal marchese Alfonso Gonzaga in segno di gratitudine per avergli concesso un prestito di trecento fiorini d'oro.
Il 12 ottobre 1830, durante alcuni scavi nella piazza, vennero alla luce due tubi in cotto, che portavano l'acqua alla fontana, dalla zona Cavallara-Silvello a nord del paese.

## Descrizione
Otto colonnelle in marmo delimitano il confine della vasca quadrilobata, mentre quattro cavalli marini alternati a delfini sorreggono un secondo bacino formato da quattro conchiglie su cui poggia il piedistallo, che regge il gruppo scultoreo dell’Ercole che schiaccia l’Idra.
La scelta del tema dell'Ercole nell'atto di schiacciare l'Idra è legata al mito fondativo che Brescia adotta sotto Pandolfo III Malatesta, signore della città dal 1406 al 1421. In questo periodo sulla scia degli impulsi umanistici, si avverte la necessità di inventarsi un'ascendenza che si rifaccia all'antico: viene così scelto Ercole, l'eroe per eccellenza simbolo di forza, virtù, altruismo e giustizia.
Nel fondo del bacino sono identificabili quattro scudi: due corrispondenti agli stemmi del provveditore e del podestà, uno del Comune e l’altro con un’iscrizione che ricorda alcuni lavori di restauro eseguiti nel 1826.

## Galleria d'immagini

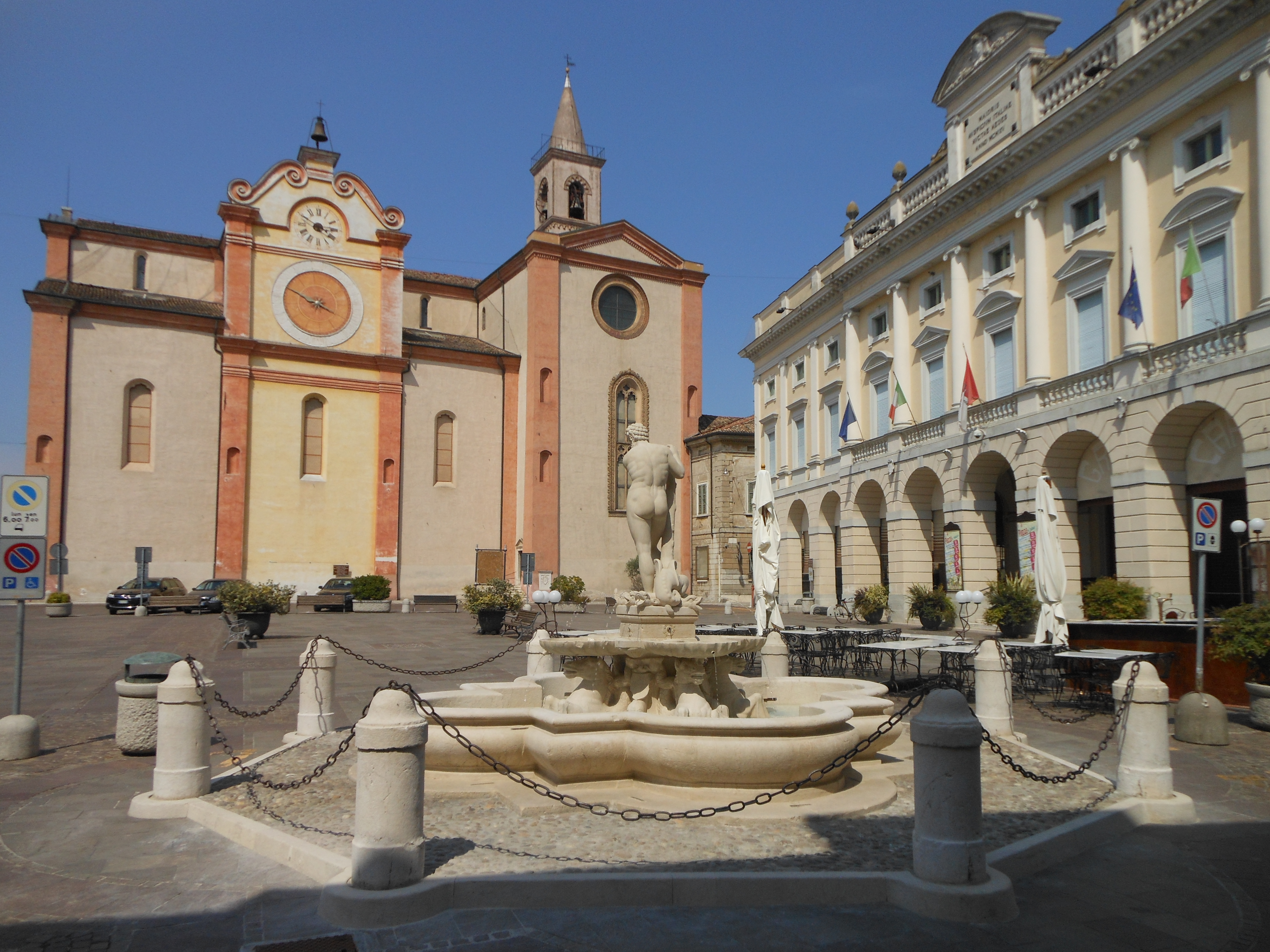
Fontana di Ercole - Piazza XX settembre
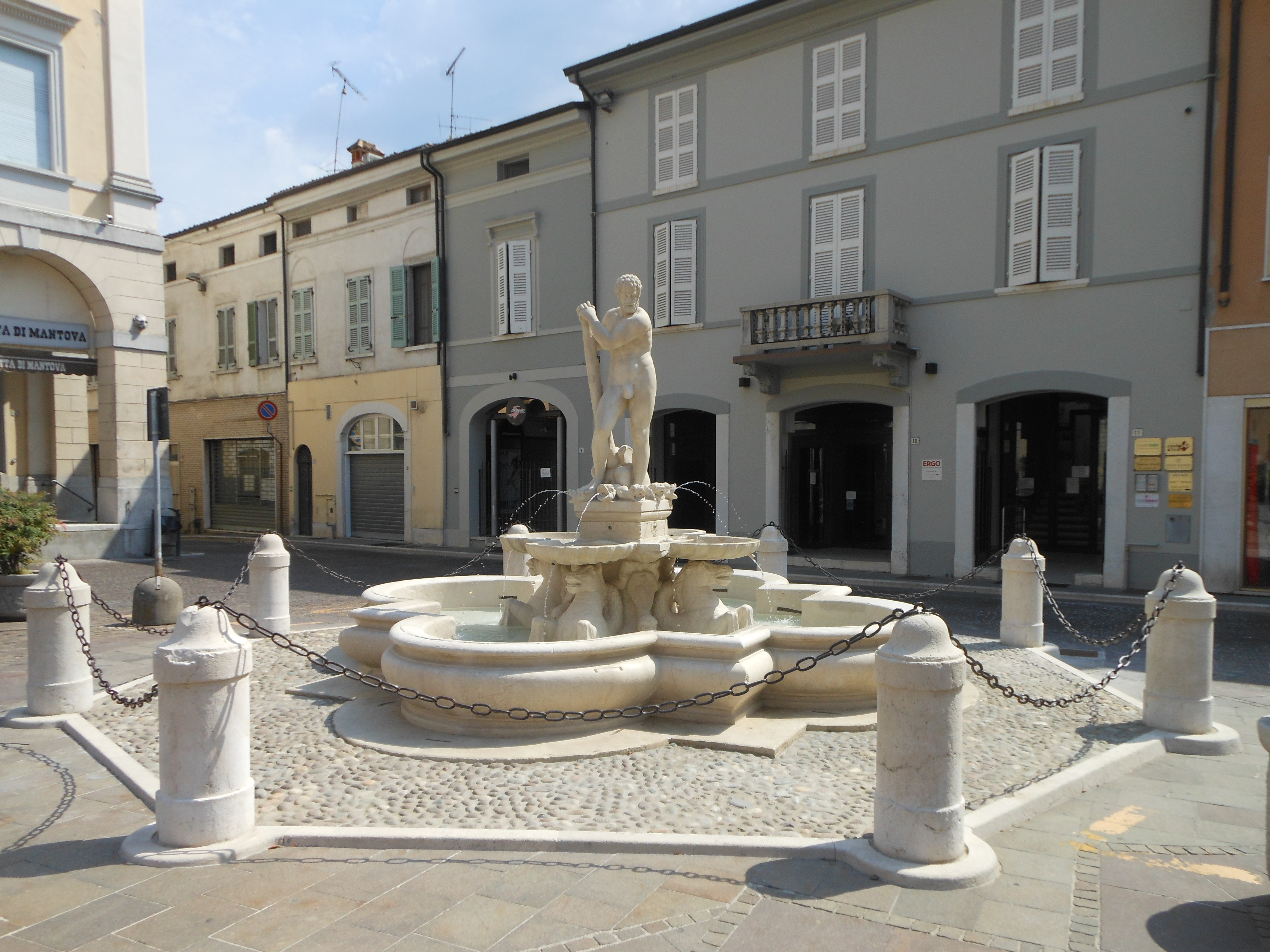
Fontana di Ercole dopo il restauro
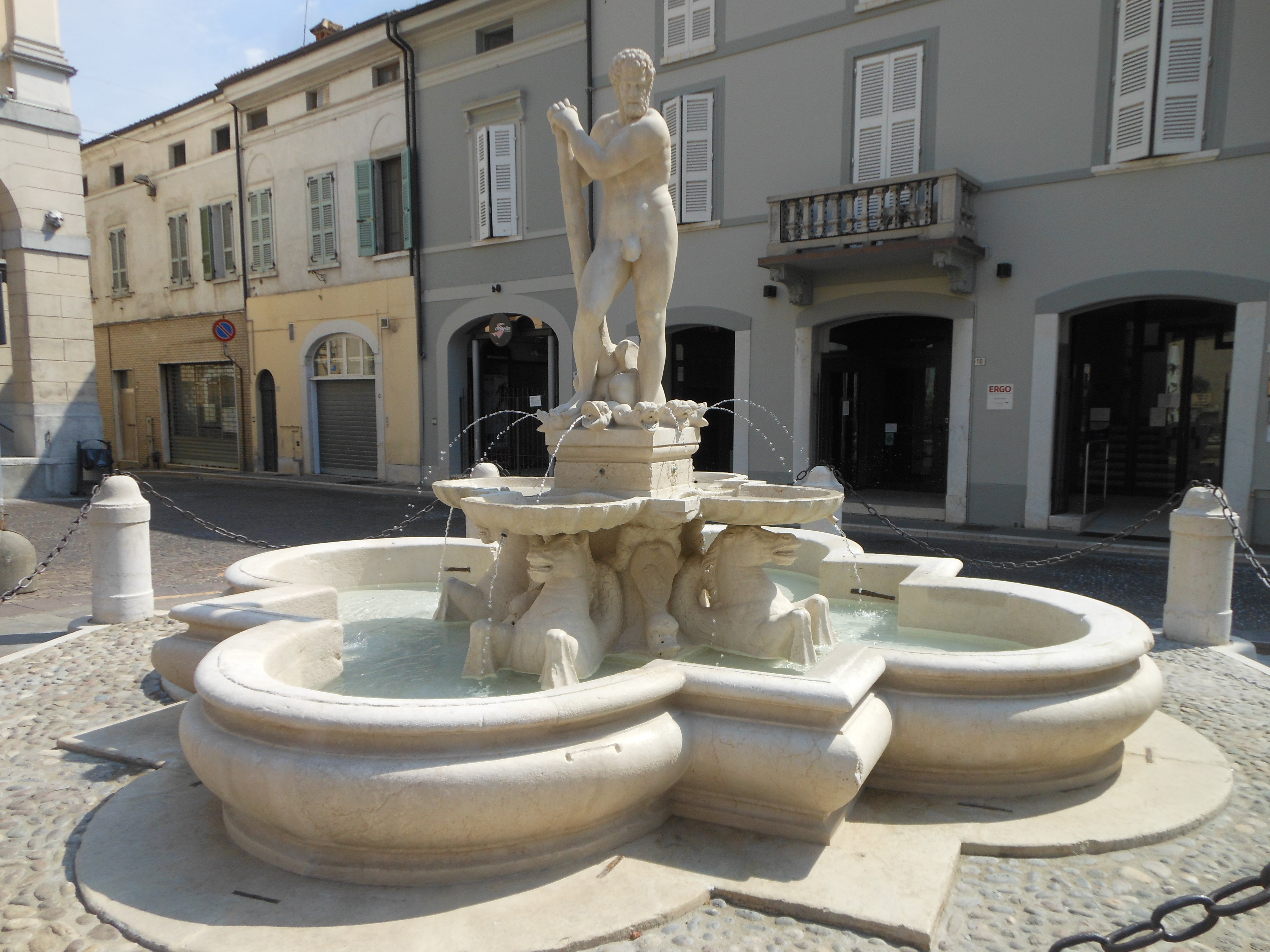
Fontana di Ercole dopo il restauro
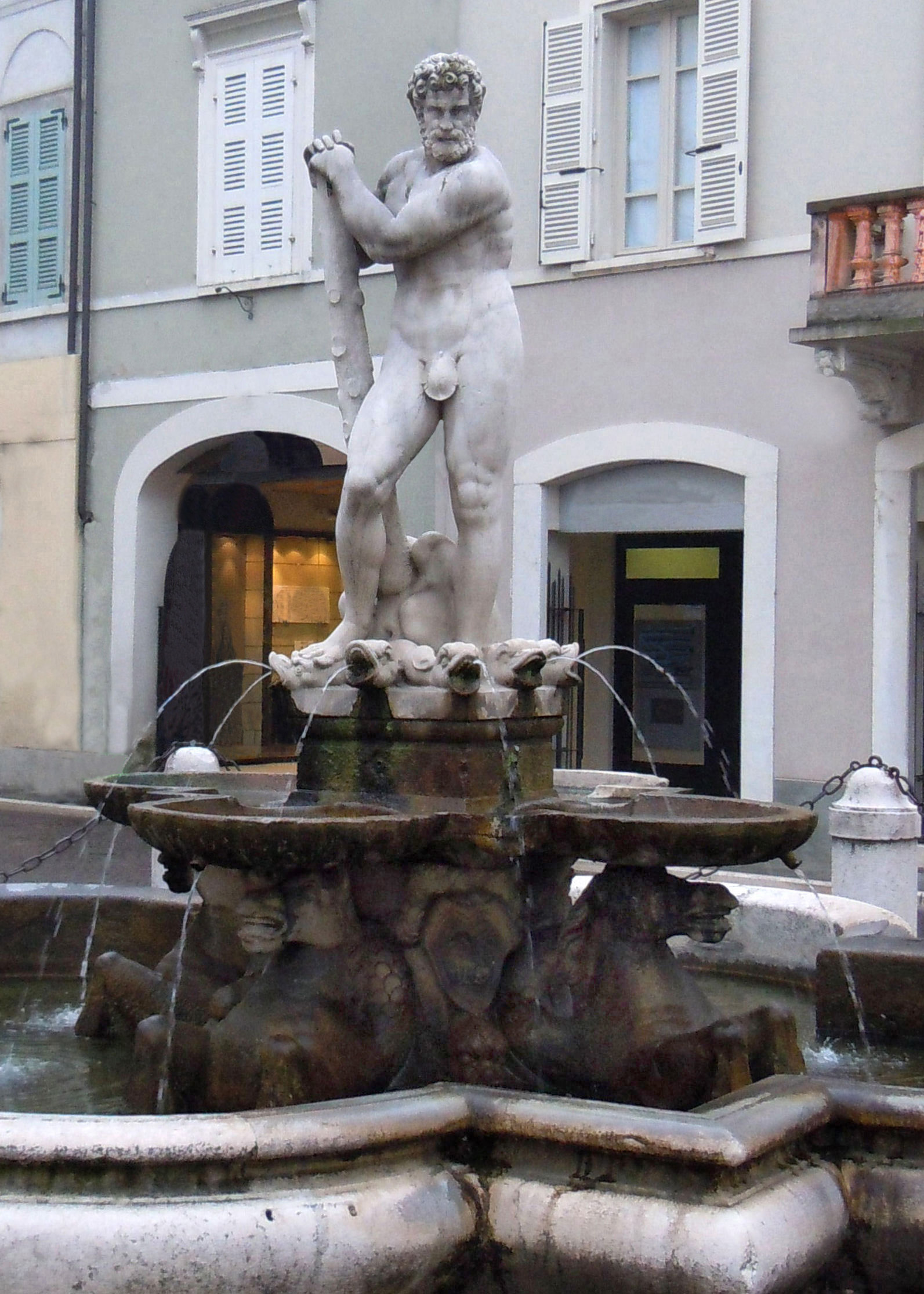
Fontana di Ercole prima del restauro
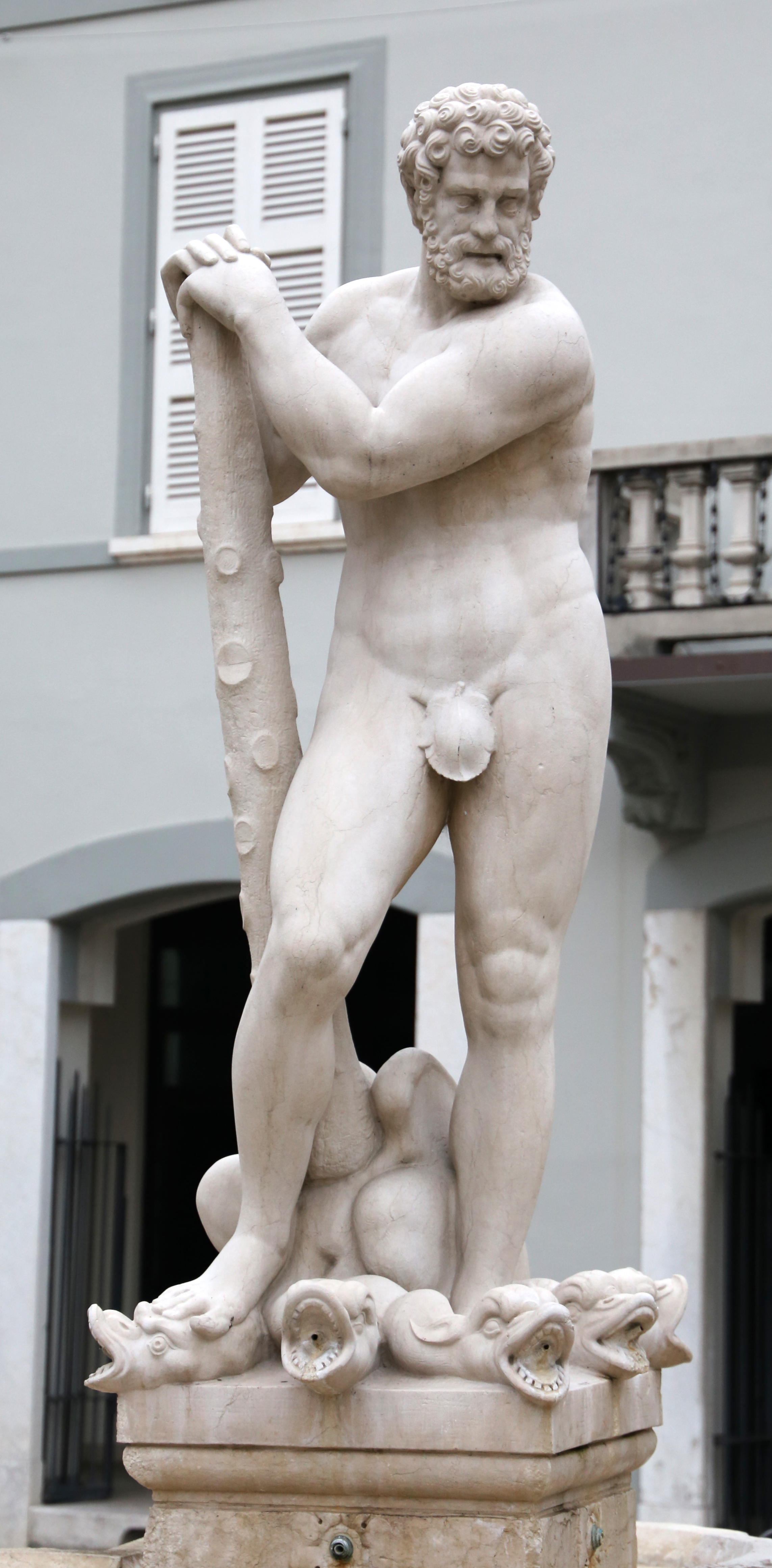
Statua di Ercole realizzata dallo scultore Antonio Carra
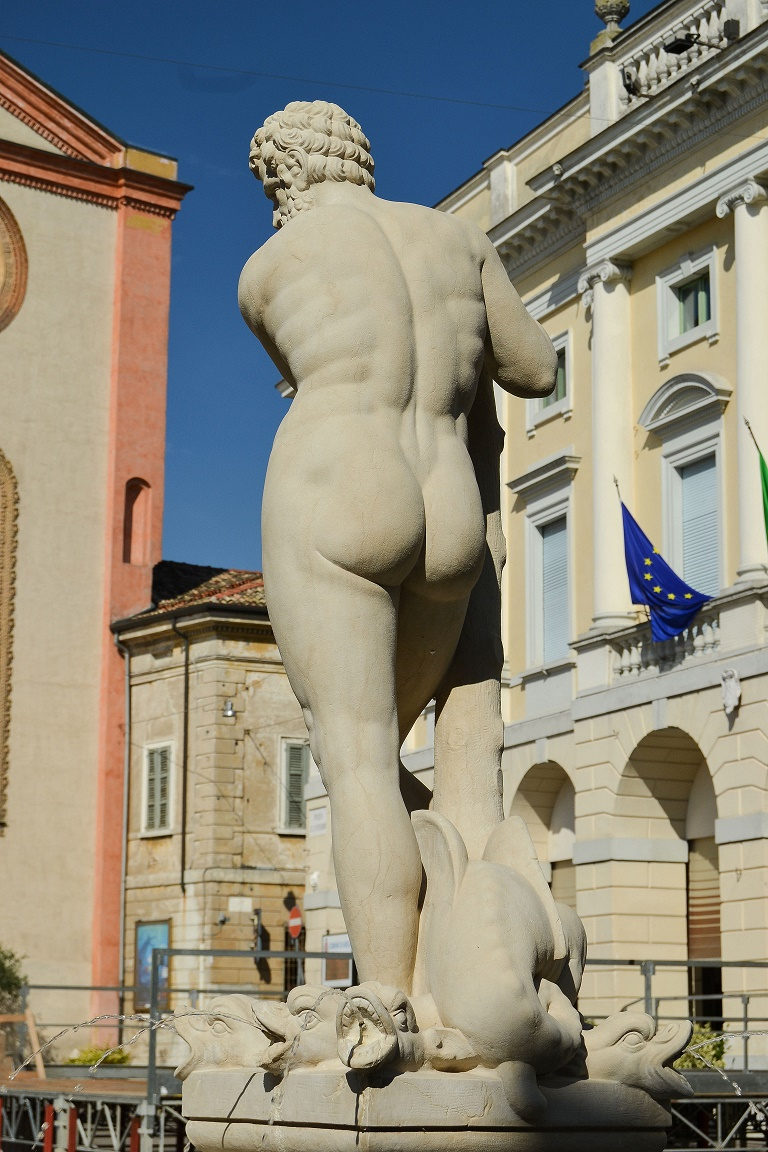
Statua di Ercole realizzata dallo scultore Antonio Carra
Fontana di Ercole distrutta nel 1946 - Appello del sindaco contro ignoti